# Triméthylsulfonium
Le trimrthylsulfonium (nommé de façon systématique triméthylsulfanium et triméthylsoufre(1+)) est un cation organique de formule (CH3)3S+ également écrite C3H9S+.

## Composés

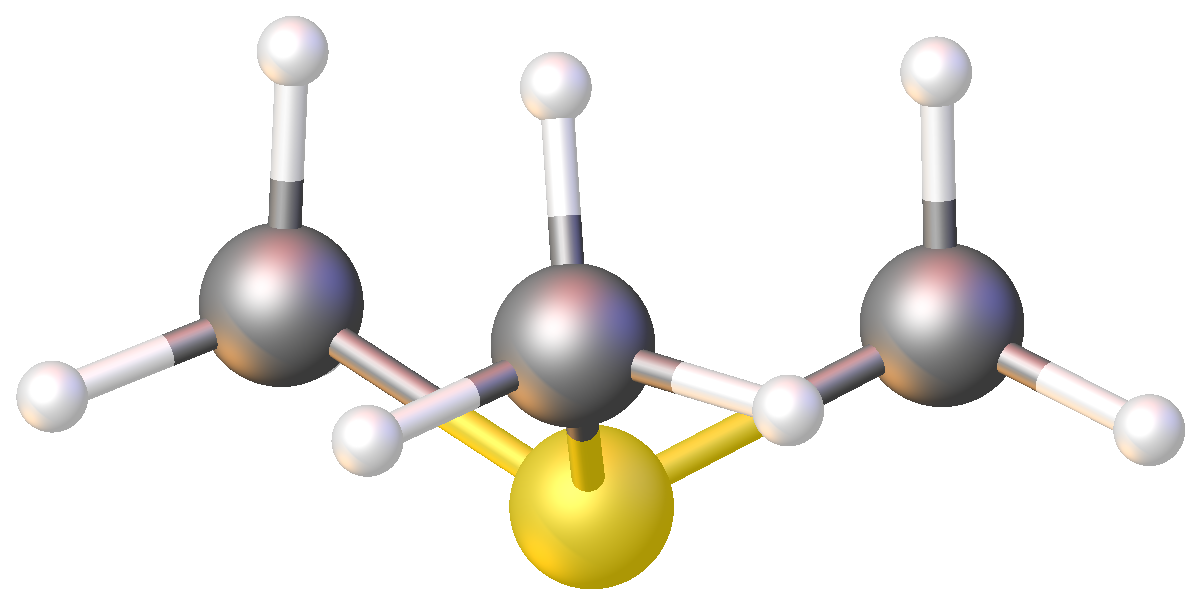
Structure de (CH_{3})_{3}S^{+} dans son sel de tétraphénylborate.

On connait un certain nombre de sels de triméthylsulfonium.  La cristallographie aux rayons X permet d'établir que le soufre y a une structure pyramidale, avec un angle C-S-C d'environ 102° et une longueur de liaison C-S de 177 picomètres. En dehors des cas où le contre-anion est coloré, tous les sels de triméthylsulfonium sont blancs ou incolores.
| Sel                                     | Formule          | Masse molaire (g/mol) | Propriétés |
| --------------------------------------- | ---------------- | --------------------- | --- |
| Chlorure de triméthylsulfonium          | [(CH3)3S]Cl      | 112,5                 | Cristaux incolores ; se décompose à 100 °C ; très soluble dans l'éthanol, très hygroscopique.                                                                                        |
| Bromure de triméthylsulfonium           | [(CH3)3S]Br      | 157                   | Cristaux incolores ; dans un tube capillaire commence à fondre vers 184 °C et s'évapore complètement à 189 °C                                                                        |
| Iodure de triméthylsulfonium            | [(CH3)3S]I       | 204                   | Cristaux incolores dans l'éthanol ; se décompose vers 203 à 207 °C, ; structure cristalline monoclinique avec a=5,94 b=8,00 c=8,92 μm β=126°32′, 2 unités par maille, densité=1,958. |
| Tétrafluoroborate de triméthylsulfonium | [(CH3)3S]BF4     | 163,97                | point de fusion de 205 à 210 °C |
| Méthylsulfate de triméthylsulfonium     | [(CH3)3S]CH3OSO3 | 188,27                | point de fusion de ; structure cristalline orthorhombique avec a=12,6157 b=8,2419 c=7,540 μm, volume de la maille cell de 784,0, 2 unités par maille.                                |

## Préparation
Les composés de sulfonium peuvent être synthétisés en traitant l'halogénure d'alkyle approprié avec un thioéther. Par exemple, la réaction entre le sulfure de diméthyle avec l'iodométhane produit l'iodure de triméthylsulfonium :
CH3–S–CH3 + CH3–I → (CH3)3SI

## Composé apparenté
Avec un atome d'oxygène en plus lié à l'atome de soufre, on a l'ion  triméthylsulfoxonium.

## Utilisation
L'herbicide glyphosate et souvent conditionné sous la forme d'un sel de triméthylsulfonium, le sulfosate. Lorsqu'il est mélangé avec du bromure d'aluminium, du chlorure d'aluminium ou même du bromure d'hydrogène, le bromure de triméthylsulfonium forme un liquide ionique au point de fusion inféreur à la température ambiante.